# Microcoema tridens
Microcoema tridens är en insektsart som först beskrevs av Morgan Hebard 1924.  Microcoema tridens ingår i släktet Microcoema och familjen Proscopiidae. Inga underarter finns listade i Catalogue of Life.